# Hans Schwade
Hans Schwade (* 3. Januar 1915 in Gotha; † 26. Juni 1991) war ein deutscher Politiker der CDU.

## Leben und Beruf
Nach dem Gymnasium, das er mit dem Abitur abschloss, belegte Hans Schwade von 1936 bis 1938 ein Studium an der Hochschule für Lehrerbildung in Bonn. Zum 1. Mai 1937 trat er der NSDAP bei. Ab 1938 war er Volksschullehrer und ab 1956 war er an einer Volksschule als Rektor tätig. Von 1939 bis 1945 leistete er Kriegsdienst und wurde schwerkriegsbeschädigt. Schwade war zuletzt Oberleutnant der Reserve.
Sein Sohn Wolfgang Schwade war von 1997 bis 2005 Bürgermeister von Lippstadt.

## Politik
Hans Schwade war ab 1958 Kreisvorsitzender des CDU-Kreisverbandes Lippstadt, ab 1966 Vorsitzender des Landeskulturausschusses der CDU Westfalen-Lippe und Mitglied des Landesvorstandes. Ratsherr der Stadt Lippstadt wurde er 1952, ab 1956 fungierte er als Vorsitzender des Schul- und Kulturausschusses der Stadt. Von 1950 bis 1964 war Schwade Mitglied des Kreistags Lippstadt.
Hans Schwade war vom 9. März 1967 bis zum 25. Juli 1970 Mitglied des 6. Landtages von Nordrhein-Westfalen, in den er nachrückte.